# Parafia Ducha Świętego w Maniewiczach
Parafia Ducha Świętego w Maniewiczach – parafia rzymskokatolicka w Maniewiczach na Ukrainie, należy do dekanatu Łuck w diecezji łuckiej. Parafia została erygowana w 1923. Dnia 4 czerwca 1995 r. świątynia została na nowo poświęcona po ponad 50 latach zamknięcia parafii przez ówczesną komunistyczną władzę. Obecnie od 21 lutego 2023 r. proboszczem parafii jest ks. Marcin Ciesielski.

## Kościół
Obecny murowany kościół został zbudowany w latach 1933–1937 ze składek wiernych – pracami kierował proboszcz ks. Bolesław Jastrzębski (ur. 1893, wyśw. 1925, zm. 1942). Poświęcenia kościoła pod wezwaniem Przemienienia Pańskego w dniu 7 października 1934 roku dokonał biskup pomocniczy diecezji łuckiej Stefan Walczykiewicz. Budowla jest bazyliką trójnawową z akcentowanym transeptem, wielobocznie zamkniętym prezbiterium i dwiema zakrystiami. Frontowe elewacje nawy i transeptu zdobią oryginalne schodkowe szczyty, inspirowane rozwiązaniami późnogotyckich i renesansowych kamienic z Holandii i Północnych Niemiec XVI wieku. Dnia 4 czerwca 1995 r. odbyła się uroczystość ponownego poświęcenia maniewickiego kościoła pod wezwaniem Ducha Świętego, którego dokonał lwowski biskup pomocniczy Marcjan Trofimiak. Historycznie elewację frontową zdobił również niewidoczny dziś napis „Sursum Corda”.

## Historia
Historia parafii rzymskokatolickiej w Maniewiczach liczy już ponad sto lat. А zaczęła się od cmentarza wojennego z pierwszej wojny światowej, na którym pochowani byli żołnierze armii austro-węgierskiej i niemieckiej.
W 1915 r. na cmentarzu wzniesiono drewnianą kaplicę. Po zakończeniu wojny, gdy Maniewicze znalazły się w granicach Polski i zaczęły się intensywnie zaludniać, właśnie ta kaplica stała się pierwszym kościołem parafii rzymskokatolickiej założonej w 1923 r. Po erygowaniu parafii została przebudowana na kościół wspólnoty katolickiej. Wspomniany cmentarz znajdował się niedaleko stacji kolejowej. Niestety po drugiej wojnie światowej był doszczętnie zniszczony, jednak w austriackich archiwach cyfrowych zachowały się jego zdjęcia.
Pierwszym proboszczem parafii został ojciec Apolinary Tarnogórski. Od 1926 r. przez dwa lata parafią opiekował się ks. Franciszek Rutkowski, którego życie urwało się w łuckim więzieniu w czerwcu 1941 roku: został rozstrzelany przez NKWD wraz z setkami innych więźniów. W latach 1928–1931 posługę w parafii pełnił ojciec Ignacy Romanowski. Właśnie podczas jego probostwa, w końcu lat 20., w szybko rozwijającym się miasteczku powstała potrzeba budowy większego kościoła. Maniewicki właściciel ziemski Antoni Birar bezinteresownie przekazał działkę pod budowę świątyni obok cmentarza polskich legionistów, u wylotu ulicy 3 Maja (obecnie jest to ulica Fabryczna), która łączyła cmentarz z belgijską fabryką parkietu Auguste’a Lachappelle’a. Należy nadmienić, że na tym cmentarzu jeszcze w 1929 r. w obecności prezydenta Ignacego Mościckiego odsłonięto pomnik, który przetrwał do dziś. Nawiasem mówiąc, była to jedyna wizyta urzędującego prezydenta w historii Maniewicz.
Przedwcześnie zmarły w 1931 r. ksiądz Romanowski został pochowany na tymże cmentarzu, przy którym już była planowana budowa nowego kościoła. Po nagłej śmierci proboszcza stanowisko czasowo przejął Marian Tokarzewski. Później biskup mianował proboszczem księdza Bolesława Jastrzębskiego, który stał się inicjatorem budowy kościoła, a nawet kierował pracami budowlanymi.
Dnia 7 października 1934 r. niedokończona świątynia pod wezwaniem Przemienienia Pańskiego została poświęcona przez biskupa sufragana łuckiego Stefana Walczykiewicza. Budowę i prace wykończeniowe sfinalizowano w ciągu kolejnych kilku lat.
Nowy kościół był największą i najbardziej okazałą budowlą w Maniewiczach i pozostawał jedyną świątynią chrześcijańską w miasteczku aż do początku lat 90. Z założenia kościół jest trzynawową pseudobazyliką z transeptem і poligonalnie zamkniętym prezbiterium, krytą stromym, dwuspadowym dachem. Wizerunek architektoniczny budowli, wzniesionej w stylu konstruktywizmu, tworzy oryginalny schodkowy kształt wszystkich czterech frontonów, nawiązujący do XVI-wiecznej późnogotyckiej i renesansowej architektury mieszkalnej Niemiec i Holandii. Główna elewacja kościoła jest akcentowana dużym półkoliście zamkniętym oknem i była niegdyś udekorowana napisem łacińskim «Sursum Corda», który nie zachował się do dziś. W różnych źródłach można trafić na relacje świadków, z których wynika, że nowy kościół maniewicki urzekał przede wszystkim kunsztownymi parkietami, witrażami i organami. Niestety nie znaleźliśmy żadnych zdjęć przedwojennego wnętrza.
W latach 1936–1944 przy kościele funkcjonowało zgromadzenie Sióstr Terezjanek, które prowadziło sierociniec і szkołę krawiecką dla dziewcząt.
Po napadzie ZSRR na Polskę we wrześniu 1939 r. kościół nie został zamknięty. Mimo masowych represji wobec miejscowej ludności, parafia nadal funkcjonowała. Kościół był czynny również przez całą okupację niemiecką. W czerwcu 1942 r., wskutek zarażenia tyfusem, przedwcześnie zmarł wieloletni proboszcz parafii Bolesław Jastrzębski. Jego grób można dzisiaj zobaczyć na przykościelnym cmentarzu, łatwo go rozpoznać po lakonicznej inskrypcji: «Fundatorowi Kościoła – parafianie i rodacy».
Kolejnym proboszczem został mianowany młody wołyński duchowny Edmund Domański, który sprawował pieczę nad parafią do Bożego Narodzenia 1943 r. Wtedy właśnie w kościele maniewickim była odprawiona ostatnia msza przed dekadami nieistnienia. Wiadomo, że ksiądz Domański zmarł w 1984 r. w Płońsku, а w 2002 r. jego imieniem nazwano szkołę w miasteczku Iłów, którą w 1945 roku założył były maniewicki duchowny i stał na jej czele.
Po ustanowieniu władzy sowieckiej pod koniec drugiej wojny światowej kościół już nie funkcjonował, jego wnętrze zostało całkowicie zniszczone i zdewastowane. W świątyni zaczęto przechowywać tony soli, której nigdy nie zużyto. Po latach sól skamieniała i zamieniła się w zwartą skałę wypełniającą prawie połowę przestrzeni całego kościoła. Pod koniec lat 80. była to już prawdziwa ruina pozbawiona dachu i okien.
Odrodzenie kościoła nastąpiło na początku lat 90. W 1990 r. pierwszą mszę świętą na schodach zrujnowanego kościoła odprawił ojciec Jan Mucharski – kapucyn, który przybył z Chicago, by przywrócić do życia parafię katolicką w Lubieszowie. W 1992 r. kościół został zwrócony odrodzonej parafii katolickiej. Stopniowo zaczęła się jego odbudowa. Z przedwojennego wyposażenia świątyni zachowało się kilka obrazów oraz krucyfiks ołtarzowy – przechowywali je w swoich domach dawni parafianie. Pierwszym proboszczem odrodzonego kościoła został ksiądz Adam Gałek, а 4 czerwca 1995 r. odbyła się uroczystość ponownego poświęcenia maniewickiego kościoła pod wezwaniem Ducha Świętego, którego dokonał lwowski biskup pomocniczy Marcjan Trofimiak. W latach 1995–2001 na czele parafii stał ksiądz Kazimierz Zając, а od 2001 r. proboszczem był ksiądz Andrzej Kwiczala, który zmarł 26.06.2022 r. Po śmierci ks. Andrzeja do sierpnia 2022 r. administratorem parafii był ks. Roman Własiuk, a od 28 sierpnia 2022 r. do 21 lutego 2023 r. proboszczem był ks. dr Jarosław Rudy.
Od 21 lutego 2023 r. decyzją biskupa Witalija Skomarowskiego proboszczem parafii mianowano ks. Marcina Ciesielskiego (dekret № 019/23 z dn. 09.02.2023).

## Przykościelny cmentarz

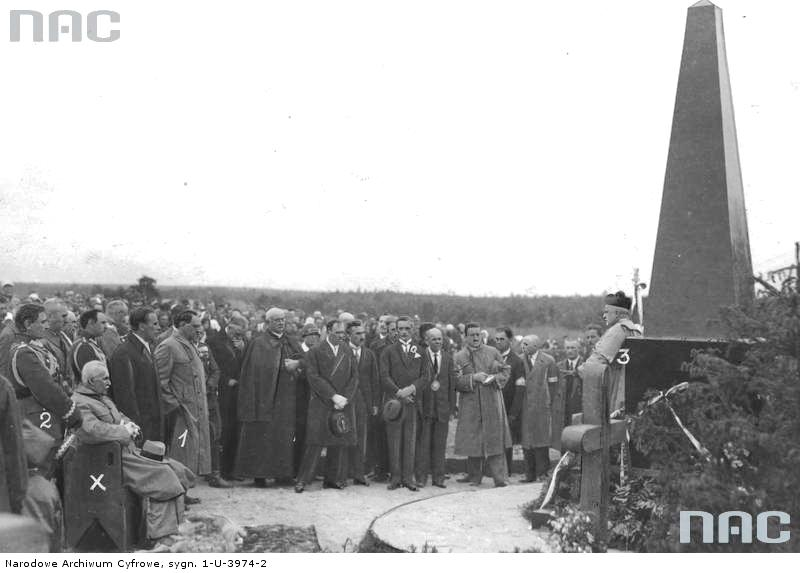
Uroczystość odsłonięcia pomnika legionistów w obecności Prezydenta RP I. Mościckiego. Fot ze zbiorów NAC

Na terenie przykościelnym znajduje się cmentarz legionistów. W centralnej części cmentarza znajduje się betonowy obelisk, o wysokości 4 m, przygotowany do montażu odrestaurowanej płyty pamiątkowej. Na cmentarzu znajduje się 19 mogił ustawionych w dwóch rzędach. Obok kwatery legionowej znajdują się groby proboszczów parafii maniewickiej.
Cmentarz przykościelny powstał w drugiej połowie lat 20. XX wieku, jako cmentarz poekshumacyjny, na który zwieziono szczątki żołnierzy z najbliższej okolicy. 21 czerwca 1929 uroczystego odsłonięcia obelisku na ukończonym cmentarzu dokonał Prezydent RP Ignacy Mościcki.
W okresie powojennym cmentarz uległ zniszczeniu, a część mogił została zniwelowana i oddana pod zabudowę. Ze względu na podział gruntów część mogił znalazła się na działce sąsiadującej z plebanią. W 2004 szczątki żołnierzy ze zniwelowanych mogił zostały ekshumowane i pochowane za obeliskiem, tworząc w ten sposób drugi rząd grobów. Ostateczny wygląd cmentarz uzyskał w 2005 po ustawieniu betonowych krzyży i obramowań na mogiłach żołnierzy pochowanych rok wcześniej. Obecnie cmentarz znajduje się pod opieką parafii Maniewicze.

## Fotogaleria

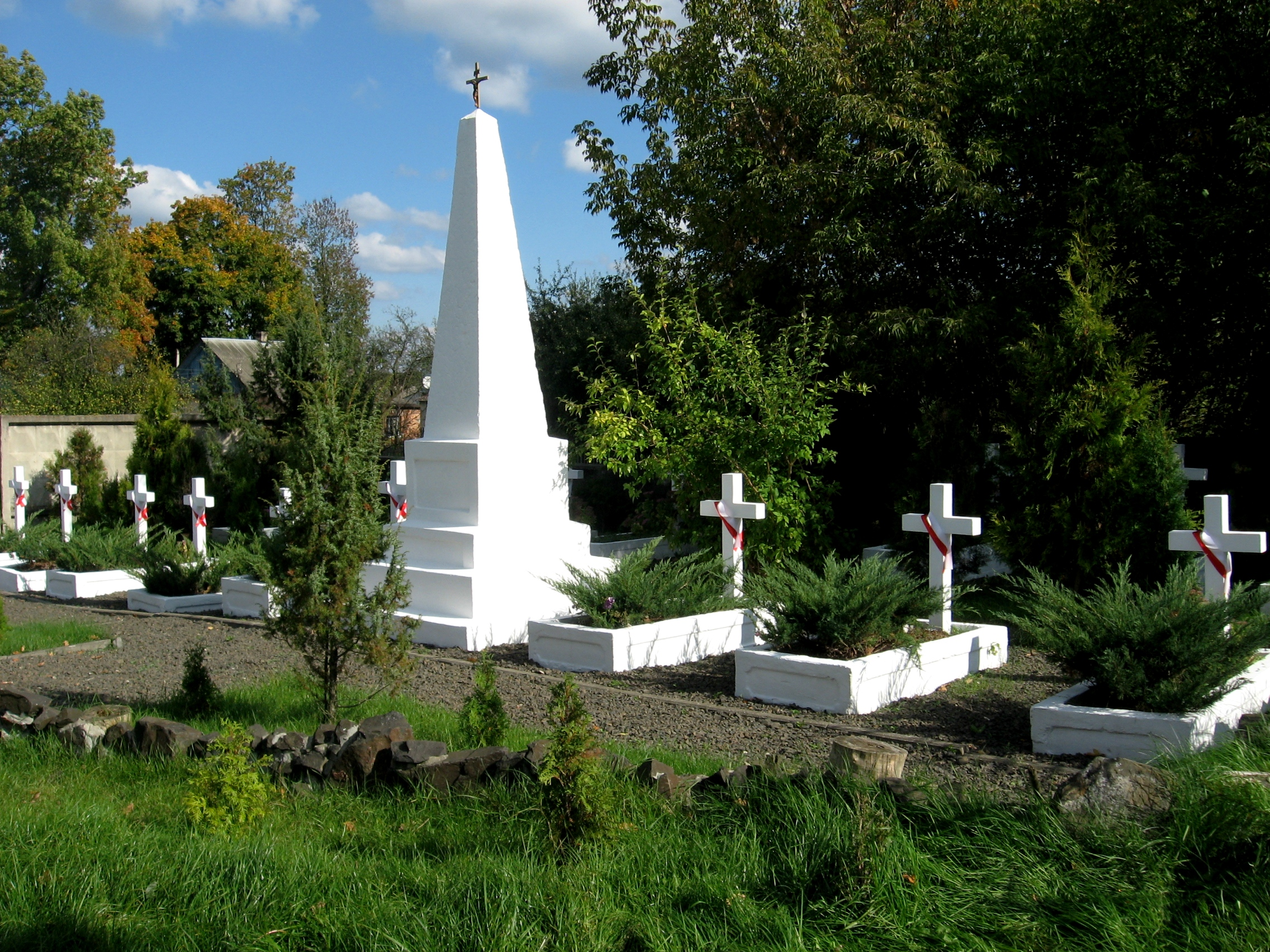
Cmentarz legionistów
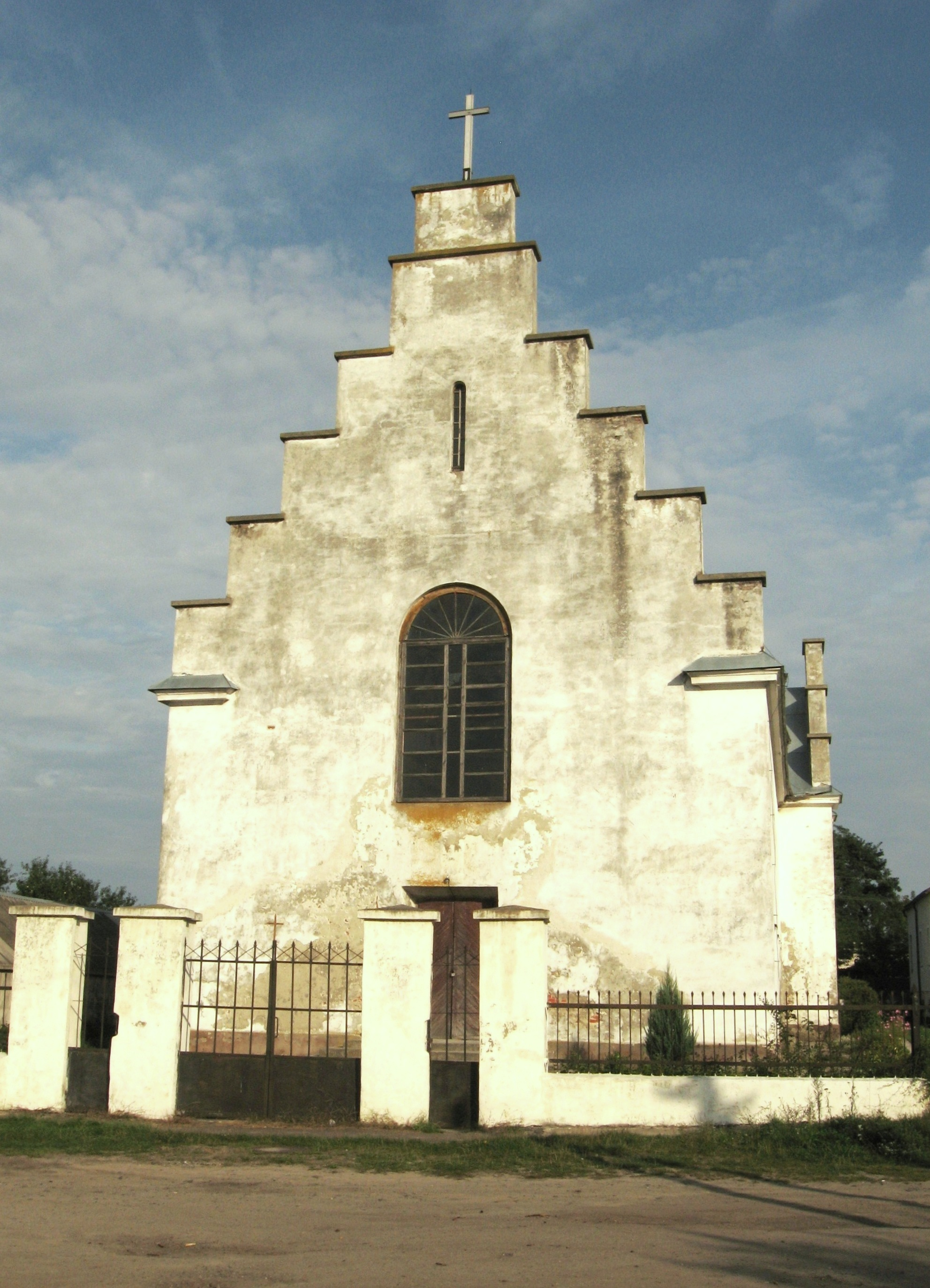
Fasada kościoła
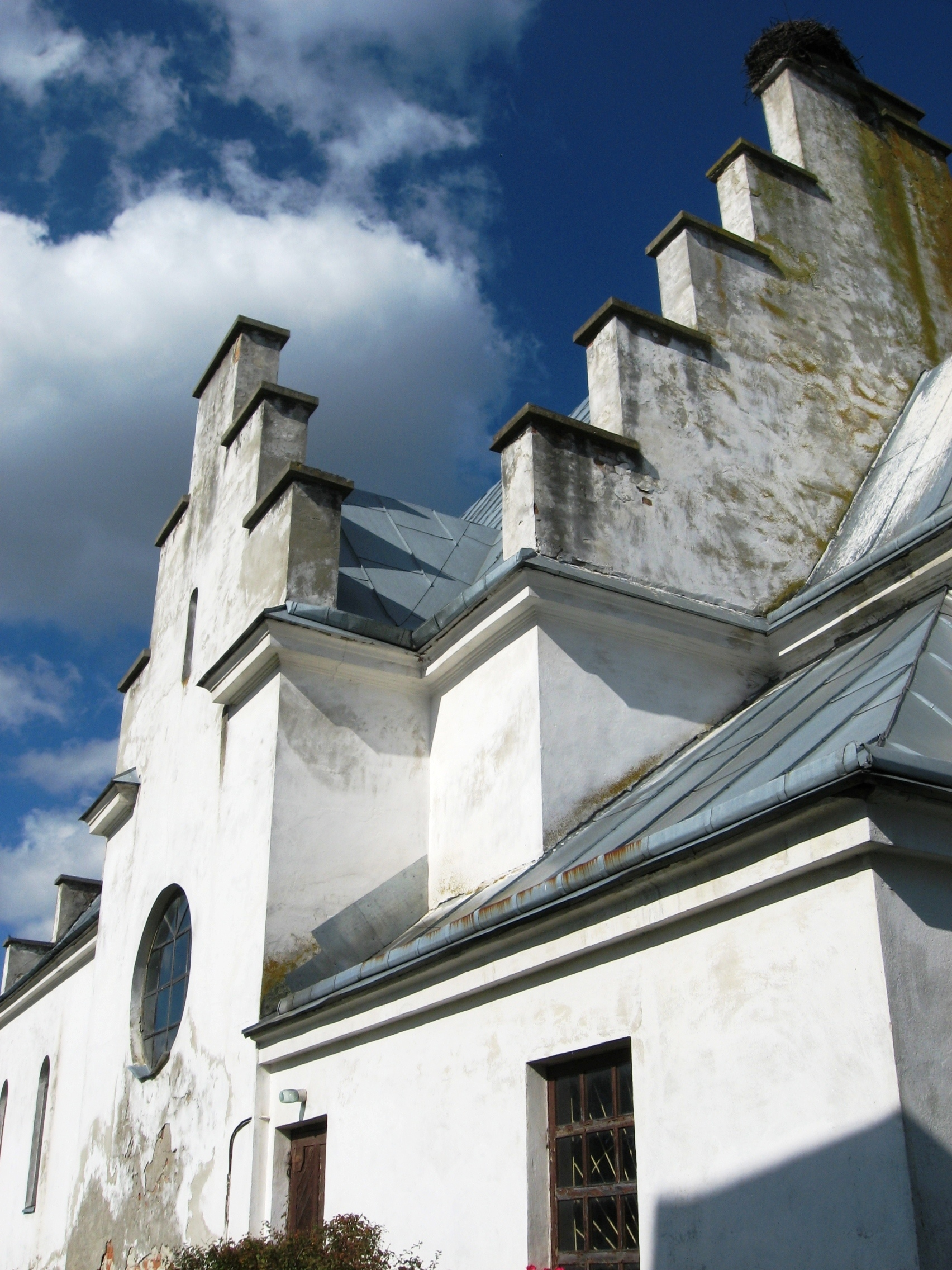
Fragment elewacji kościoła